# Clystea gracilis
Clystea gracilis är en fjärilsart som beskrevs av Heinrich Benno Möschler 1877. Clystea gracilis ingår i släktet Clystea och familjen björnspinnare. Inga underarter finns listade i Catalogue of Life.